# Johannes von Arnoldi
Johannes Arnoldi, ab 1803 von Arnoldi (* 30. Dezember 1751 in Herborn; † 2. November 1827 in Dillenburg) war ein deutscher Jurist, Staatsmann und Historiker.

## Leben

### Abstammung und frühes Leben
Johannes von Arnoldi war der jüngste Sohn des in Herborn wirkenden Oberkonsistorialrats und Theologieprofessors Valentin Arnoldi (1712–1793) und von Adelgunde, geb. Schultens (1717–1755), Tochter des Orientalisten Albert Schultens in Leiden. Er verlor seine Mutter bereits als Dreijähriger und wurde nun ebenso wie seine beiden älteren Geschwister von einer Aufseherin, Tochter des ehemaligen fürstlichen Leibkochs Vogt in Dillenburg, erzogen. Den Eindrücken, die ihre Erzählungen aus Geschichtsbüchern sowie von Begebenheiten am Hof der ausgestorbenen Dillenburger Fürsten auf ihn als Kind machten, schrieb Arnoldi seine frühe Neigung für Geschichte zu. Auch sein Vater, der gründliche historische Kenntnisse besaß, förderte Arnoldis Geschichtsinteresse.
Zunächst jedoch verspürte Arnoldi, als er noch im Kindesalter stand, den Wunsch, eine militärische Karriere einzuschlagen, worin er von einem alten Oheim in holländischen Kriegsdiensten bestärkt wurde. Auch die oft monatelange Anwesenheit fremden Militärs in Herborn während des Siebenjährigen Kriegs förderte seine Neigung, Soldat zu werden. Er bewunderte Friedrich den Großen, in dessen Armee er dienen wollte. Als aber der Frieden eintrat, erlosch sein Interesse an einer Militärlaufbahn und er wandte sich stattdessen dem Studium von Büchern zu.
Seinen ersten Unterricht erhielt Arnoldi durch einen Hauslehrer. Dann besuchte er ein Jahr lang die oberste Klasse des Gymnasiums in Herborn und ab Herbst 1766 die Akademie seiner Heimatstadt, wo er Rechtswissenschaft studierte und dabei meist die Vorlesungen W. Burchardis besuchte. Daneben ging er seinen polyhistorischen Interessen nach und eignete sich Kenntnisse in diversen alten und neuen Sprachen, Philosophie und anderen Fachgebieten an. Zu seinen Lehrern hierbei gehörte u. a. Hegmann, der mit seiner einzigen Schwester verheiratet war.  Auch konnte er die gut bestückten Bibliotheken seiner Professoren zur Bekanntschaft mit der neueren Literatur nutzen. Im Herbst 1770 ging Arnoldi nach Göttingen und setzte dort sein Jura-Studium bei den Professoren Böhmer, Meister, von Selchow und Claproth fort. Ferner hörte er auch Vorlesungen in anderen Disziplinen, u. a. bei Gatterer, durch den er in die Lehre der Diplomatik eingeführt wurde und der auch seinen Hang zu historischen Studien förderte.

### Dienst für die Dillenburger Landesverwaltung
Zu Ostern 1773 kehrte Arnoldi nach Herborn zurück und arbeitete dort zunächst als Advokat, ohne ein sonderliches Interesse an diesem Beruf zu entwickeln. 1777 trat er in die Nassauische Landesverwaltung im Rang eines Sekretärs ein und wurde beim Landesarchiv in Dillenburg angestellt, wo er Zugang zu den Quellen zur heimischen Geschichte hatte sowie zur mit dem Archiv verbundenen, vor allem mit historischen und diplomatischen Fachbüchern reich ausgestatteten Bibliothek. Bald musste er auch eine Sekretärsstelle bei der Rentkammer übernehmen und 1781 ein Sekretariat bei der Landesregierung. Am 2. Mai 1784 heiratete er in Dillenburg Sophie, geb. von Diepenbroick (1763–1784), Tochter des Oberforstmeisters Friedrich Albrecht von Diepenbroick, der früher als Oberst in niederländischen Diensten gestanden hatte. Nach dem frühen Tod seiner am 26. Dezember 1784 im zweiten Kindbett verstorbenen Gattin vermählte sich Arnoldi am 24. Juni 1785 mit deren älterer Schwester Elisabeth Constantie Henriette, geb. von Diepenbroick (1758–1829).
1784 wurde Arnoldi Rat bei der Rechnungskammer sowie 1792 offizielles Mitglied der Landesregierung. Der 1792 ausbrechende Erste Revolutionskrieg stellte einen tiefen Einschnitt in sein bisher vor allem auf wissenschaftliche Tätigkeiten ausgerichtetes Leben dar. Er wurde mit der Leitung der Kriegsangelegenheiten des Landes betraut. In der Folge hatte er viele Reisen inner- und außerhalb des Landes mit oft langen Aufenthalten in militärischen Hauptquartieren zu unternehmen. So musste er häufig Unbequemlichkeiten auf sich nehmen, konnte aber auch Bekanntschaften mit bedeutenden Persönlichkeiten schließen und durch diese Kontakte sowie durch seine Reisetätigkeit seinem Vaterland wichtige Dienste leisten, etwa die Lasten des langwierigen Kriegs mildern und Entschädigungen aushandeln. Auf einer Kommissionsreise vermochte er durch seine Fürsprache das Leben des Justizrats und bekannten Schriftstellers Böttcher zu retten, der als Spion verdächtigt von österreichischen Truppen arretiert worden war und am Galgen erhängt werden sollte.

### Dienst für das Haus Oranien
Arnoldi wurde 1796 zum Direktor des Dillenburger Landesarchivs ernannt. Infolge der im Vorjahr erfolgten niederländischen Revolution  hatte der Erbstatthalter Wilhelm V. von Oranien seine Domänen in den Niederlanden und im burgundischen Kreis verloren; und Arnoldi erhielt 1797 den Auftrag, das dem Rastatter Kongress zu überreichende Entschädigungsgesuch des Hauses Oranien zu verfassen. Der Kongress löste sich aber 1799 ergebnislos auf. Nach dem Abschluss des Friedens von Lunéville (9. Februar 1801) verweilte Arnoldi als geheimer Legationsrat ein Jahr lang in Berlin, um die oranischen Entschädigungsansprüche voranzutreiben. Er hatte auch genügend Muße, Sehenswürdigkeiten in Berlin, Potsdam und deren Umgebung zu besichtigen, Rezensionen für die Allgemeine deutsche Bibliothek im Fach der Geschichte und Urkundenwissenschaft zu schreiben  und mit mehreren damals in Berlin lebenden Gelehrten, namentlich Friedrich Nicolai, Kontakt zu pflegen.
Mittlerweile wurden die deutschen Entschädigungsangelegenheiten in Paris verhandelt und dort im Mai 1802 eine vorläufige Konvention für die oranischen Ansprüche vereinbart. Arnoldi hatte im Februar 1802 Berlin verlassen und war zu seiner Familie zurückgekehrt. Im Juli und August 1802 hielt er sich in Fulda, Corvey und Dortmund auf, um sich über diese zur Entschädigung für Oranien bestimmten und dem Erbprinzen Wilhelm Friedrich von dessen Vater abgetretenen neuen Besitzungen zu informieren. Im September 1802 reiste er als Delegierter Wilhelms V. zum in Regensburg tagenden Kongress, auf dem der Frieden hergestellt und das Deutsche Reich neu organisiert werden sollte. Er entledigte sich dieser Mission zur Zufriedenheit seines Auftraggebers, machte sich Ende 1802 auf die Heimreise und traf dabei in Fulda  mit Wilhelm Friedrich zusammen, der nunmehr Fürst von Nassau-Oranien-Fulda war. Auf dessen Bitten trat er Anfang 1803 ganz in dessen Dienste.
Arnoldi wurde in das Kabinett Wilhelm Friedrichs aufgenommen, musste sich aber erst in seine neuen Aufgaben eingewöhnen. Er erhielt u. a. ein Gehalt von 3000 Gulden, das bald um 600 Gulden erhöht wurde, und der Kaiser erhob ihn im Juni 1803 auf Betreiben Wilhelm Friedrichs in den Adelsstand. Im Sommer 1803 begleitete Arnoldi den oranischen Fürsten und dessen Gemahlin auf einer Reise nach den Weser-Gegenden, durch das Bergische, einen Teil der Rhein-Gegenden und danach durch die ganze Schweiz. Ähnliche Erholungen konnte er 1804 auf mehreren Sendungen an den Hof zu Kassel genießen. Er führte für Wilhelm Friedrich die Verwaltung des Fürstentums Fulda und wurde 1805 Mitglied des neu errichteten Geheimratkollegiums.
Nach der mit einem französischen Sieg endenden Schlacht bei Jena und Auerstedt (14. Oktober 1806) befand sich der damals in Fulda weilende Arnoldi im Ungewissen über den Aufenthaltsort Wilhelm Friedrichs, der an der erwähnten Schlacht teilgenommen hatte. Er begab sich trotz der Gefahr, inmitten durch französische Heeresabteilungen zu reisen, auf die Suche nach seinem Fürsten, traf diesen aber in Erfurt nicht mehr an, da der Fürst diese Stadt bereits verlassen hatte. Über Gotha reiste Arnoldi nach Kassel, um bei der dortigen französischen Gesandtschaft einen Pass zu beantragen. Dort erfuhr er, dass Marschall Mortier Fulda für Napoleon besetzt hatte. Er kehrte nach Fulda zurück, verweigerte eine Teilnahme an der Regierung des Landes für Frankreich und brachte die wichtigsten Kabinettspapiere in Sicherheit. Am 6. November verließ er Fulda wieder, wandte sich nach Frankfurt am Main und sandte von da seine Entlassung an die Fuldaer Regierung. Danach residierte er in Marburg, wohin ihm im Dezember 1806 seine Familie aus Fulda folgte.
In Marburg erhielt Arnoldi einen Brief von Wilhelm Friedrich, der ihn nach Berlin berief. Dort langte Arnoldi noch Ende 1806 ein, doch war sein Fürst bereits abgereist und der preußischen Armee gefolgt. Nach längerer Zeit erhielt er die Erlaubnis, sich auf die gefahrenvolle Fahrt nach Danzig, dem damaligen Aufenthaltsort des Fürsten, zu begeben, musste aber auf dem Weg dorthin in Kolberg seine Landreise unterbrechen und den Seeweg einschlagen. Nach einer beschwerlichen 18-tägigen Reise erreichte er am 15. März 1807 Danzig, doch war sein Fürst bereits wieder, diesmal mit dem Ziel Memel, abgereist. Arnoldi  konnte ihn unterwegs in Pillau einholen und wurde von ihm rührend empfangen.
Nach dem Abschluss des für das Haus Oranien sehr nachteiligen Tilsiter Friedens (Juli 1807) konnte Arnoldi in Deutschland nützlichere Dienste verrichten. Er erhielt die Zusage, dass er seinen bisherigen Gehalt an Geld weiterhin in voller Höhe erhalten werde, schiffte sich darauf nach Kopenhagen ein und reiste über Schleswig nach Berlin. Dort verteilte er große Summen Goldes, die ihm in Memel aus dem königlichen Schatz anvertraut worden waren, am Hof und in anderen vornehmen Häusern. Dann kehrte er vorübergehend zu seiner Familie nach Marburg zurück, war aber bald wieder häufig dienstlich für seinen Fürsten unterwegs.
Der 1809 zwischen Frankreich und Österreich wieder ausgebrochene Krieg gab Gelegenheit, in mehreren deutschen Ländern, insbesondere im Königreich Westphalen, Aufstände gegen die französische Herrschaft zu entfachen, und Arnoldi sollte zu deren Organisatoren gehören. Er erhielt durch einen Vertrauten des Fürsten von Oranien schriftliche Vollmacht und Instruktion zur Leitung der Revolution und Volksbewaffnung mit einem dazu ernannten Anführer, dem Major von Diepenbroick in Dillenburg, nebst einer Anweisung an ein Frankfurter Bankierhaus, wo er die nötigen Fonds zu Rüstungs- u. a. Kosten beziehen konnte. Arnoldi blieb unentdeckt, doch setzten die französischen Truppen dem planlos begonnenen Aufstand rasch ein Ende.

### Spätere Lebensjahre und Tod
Im November 1813 begleitete Arnoldi die vordringenden Alliierten und zog mit russischen Truppen in Herborn und danach in Dillenburg ein. Alle Staatsbeamten und Bewohner des damaligen Départements Sieg wurden durch eine Bekanntmachung des Generals vorerst an ihn verwiesen. Anfang 1814 wurde er als wirklicher Geheimrat Mitglied, 1815 Präsident der obersten Landesstelle und richtete in Dillenburg die Verwaltung der nassau-oranischen Stammlande wieder ein.
Als Fürst Wilhelm Friedrich von Oranien, der mittlerweile als Wilhelm I. zum niederländischen König avanciert war, 1815 infolge der Verhandlungen auf dem Wiener Kongress seine Erblande in Deutschland verlor, die an Preußen und danach großenteils an das neuerrichtete Herzogtum Nassau übergingen, erbat und erhielt der über das Schicksal der oranischen Dynastie verbitterte Arnoldi seinen Abschied. Indessen blieb er wirklicher Geheimrat mit seinem bisherigen vollen Gehalt im Dienst König Wilhelms I., der damit sein langjähriges Engagement belohnte. Arnoldi konnte sich in Dillenburg nun ganz seinen literarischen Arbeiten und historischen Studien widmen. Bei der Stiftung des niederländischen Löwenorden ernannte König Wilhelm ihn zum Ordensritter und später zum Kommandeur. Anlässlich des Reformationsfestes am 31. Oktober 1817 verlieh ihm die Universität Marburg die Ehrendoktorwürde der Philosophie.
Arnoldi starb am 2. November 1827 im Alter von knapp 76 Jahren in Dillenburg. Er hatte aus seiner ersten Ehe die Tochter Marianna Adelgunde (1783–1804) und einen früh verstorbenen Sohn sowie aus seiner zweiten Ehe weitere zehn Kinder gehabt, von denen der Großteil ebenfalls einen frühen Tod erlitt.

## Werke (Auswahl)
- Miscellaneen aus der Diplomatik und Geschichte, Marburg 1798
- Geschichte der Oranien-Nassauischen Länder und ihrer Regenten, 3 Bde., Hadamar 1799–1816
- Wilhelm I., König der Niederlande, Leipzig 1817
- Historische Denkwürdigkeiten, Leipzig 1817